# 情境式學習
情境式學習，顧名思義就是在場域中直接觀察並且在交流及互動中來學習各種實際的操作。Jean Lave和Étienne Wenger對於情境式學習從觀察起屠夫和接生的人以及製造笛子的人開始，他們的學習模式是屬於紮根於情境及原始創作，從周邊參與到真正進入實際的操作，就如同像古代拜師學藝的學徒，學習者與教學者建立出共識。
Fleming認為情境學習有二個步驟：
- 了解整個流程是如何蒐集與創造（結構化分析）
- 了解在情境中整個實踐的邏輯條理（功能剖析）

Brown and Duguid是從微觀層次（個體層次）的重要性來說明情境式學習，亦即將資料的開放性潛性價值在組織層級中的互動（對話或是意見交換）